# The Joy Formidable
I Joy Formidable sono una band gallese attualmente composta di Ritzy Bryan (voce principale, chitarra), Rhydian Dafydd (basso, coro), e Matt Thomas (batteria, percussioni).

## Storia
Ritzy Bryan e il bassista Rhydian Dafydd, amici d'infanzia, originariamente suonarono insieme nei Tricky Nixon, band new wave-post punk formatasi nei dintorni di Manchester. Nel 2007 però, entrambi decisero di abbandonare e riunirsi a Mold, loro città natale, per formare i Joy Formidable.
Per sei mesi, la coppia continuò a scrivere insieme, sperimentando diversi approcci sonori. Iniziando e continuando in questo modo, ecco che nacquero brani come Austere e Cradle che, combinati ad interesse del duo, iniziarono a dare forma a quello che sarebbe stato il loro futuro stile musicale. «Siamo sempre stati abituati a scrivere melodie forti - dice Bryan - Quando abbiamo aggiunto i cori, la confusione e gli strumenti...Abbiamo capito che si fondeva perfettamente con tutto quello che su cui avevamo potuto lavorare separatamente in passato:Sporco, rumoroso, ritmico e compatto.»
I Joy Formidable pubblicano Austere come singolo nel luglio del 2008, seguito da Cradle. Nel corso dell'estate viene prodotto anche un EP di otto tracce, intitolato A Balloon Called Moaning, che viene commercializzato nel Regno Unito nei primi mesi del 2009.
Il trasferimento della band a Londra e l'aggiunta del batterista Matthew Thomas, portano rapidamente al trio un'ottima reputazione riguardante le loro performance dal vivo. «Amiamo la libertà che le nostre canzoni danno agli strumenti - dice Bryan, con una risatina. - Quando si tratta di batteria, tendiamo un po' verso suoni più forti, essendo anch'esso uno strumento molto forte e pesante. Questo è tutto quello che vogliamo essere. Il nuovo album esplora sicuramente tali elementi, e questo è stato possibile soprattutto per merito di Matt, da quando è nel gruppo.»
Il trio ha passato gran parte del 2009 in tour fra Regno Unito, Europa e Australia, aprendo concerti di gruppi come Editors, Temper Trap e Passion Pit, padroneggiando sul piccolo pubblico e partecipando a numerosi festival. Il loro primo approccio verso il pubblico americano è avvenuto quando i Passion Pit hanno invitato i Joy Formidable ad aprire un paio di spettacoli sold-out a New York. Alla fine di aprile, la band ha firmato un contratto con una nuova etichetta, la Black Records Bell. In questo modo A Balloon Called Moaning fu finalmente commercializzato negli Stati Uniti, riscuotendo un ottimo successo.
Nell'estate 2010 la band cambia nuovamente casa discografica, firmando un contratto con la Canvasback Records, con la quale, il 24 gennaio 2011, pubblicano il proprio album di debutto, The Big Roar. La band ha lavorato sulla scrittura e il monitoraggio del materiale per The Big Roar nel 2008, durante periodo precedente al loro primo tour europeo. Dafydd Sayed commenta l'album dicendo « È piuttosto emotivo, ma ha catturato perfettamente la battaglia tra uno stato di eterno ottimismo e uno contrastante, completamente maniaco-depressivo.» Il loro album di debutto è stato prodotto da loro stessi, con l'aiuto del famoso Neak Menter, recatosi personalmente a Los Angeles nell'estate 2010 per contattare il pluricitato produttore Rich Costey (Muse, Foo Fighters, Glasvegas). Il primo singolo di The Big Roar è I Don't Want To See You Like This, uscito nell'autunno del 2010.
Nel luglio 2011 si sono esibiti all'Italia Wave di Lecce.
Il 6 ottobre 2011 sono stati ospiti della celebre trasmissione statunitense David Letterman Show.
Nel 2013 pubblicano Wolf's Law, terzo album in studio.
Nel 2018, a Glasgow, fanno parte della line up che si chiude con il concerto dei Cure, insieme a questi ultimi più Twilight sad e Mogwai.

## Discografia

### Album in studio
- A Balloon Called Moaninq - 2009
- The Big Roar - 2011
- Wolf's Law - 2013
- Hitch - 2016
- AAARTH - 2018

### Singoli
- Austere - 2008
- Cradle - 2009
- Whirring - 2009
- Popinjay - 2010
- I Don't Want to See You Like This - 2010
- Austere - 2011
- Whirring - 2011

### EP
- I Don’t Want to See You Like This - 2010
- The Big More - 2011
- Roarities - 2011
- Silent Treatment - 2013
- Sleep Is Day - 2016